# Konkrecje glebowe
Konkrecje glebowe, nowotwory glebowe – odróżniające się od masy glebowej skupienia materiału powstałe w wyniku procesów zachodzących w glebie.

## Konkrecje pochodzeniachemicznego
- skupienia węglanowe,
- konkrecje żelaziste,
- konkrecje żelazisto-manganowe,
- skupienia lub konkrecje krzemionkowe,
- skupienia łatwo rozpuszczalnych soli (NaCl,  Na2SO4, CaCl2, MgCl2),
- skupienia gipsowe

## Konkrecje pochodzeniabiologicznego
- koprolity
- kretowiny
- odciski korzeni na agregatach glebowych